# Gymnema longiretinaculatum
Gymnema longiretinaculatum är en oleanderväxtart som beskrevs av Ying Tsiang. Gymnema longiretinaculatum ingår i släktet Gymnema och familjen oleanderväxter. Inga underarter finns listade i Catalogue of Life.